# Шевро
Шевро (фр. Chevreaux) насеље је и општина у источној Француској у региону Франш-Конте, у департману Јура која припада префектури Лон ле Соније.
По подацима из 2011. године у општини је живело 138 становника, а густина насељености је износила 22,55 становника/km². Општина се простире на површини од 6,12 km². Налази се на средњој надморској висини од 680 метара (максималној 647 m, а минималној 275 m).

## Демографија
| 1962. | 1968. | 1975. | 1982. | 1990. | 1999. | 2011. |
| ----- | ----- | ----- | ----- | ----- | ----- | ----- |
| 193   | 196   | 223   | 225   | 168   | 188   | 138   |

График промене броја становника у току последњих година